# 岐阜関カントリー倶楽部
岐阜関カントリー倶楽部（ぎふせきカントリ－くらぶ）は、岐阜県関市山田芳洞に広がるゴルフ場である。

## 概要
1963年（昭和38年）、「長良川カントリー倶楽部」でラウンドした亀井鉄治（後・理事長）と石丸千年（後・常務理事）が、ホームコースの「岐阜カンツリー倶楽部」行く途中、桐谷坂（現・岐阜関カントリー倶楽部の敷地）を通り、「ここにゴルフ場があったら良いね」など話し合った。石丸は、岐阜カントリー倶楽部の井上清次と後藤数次（後・常務理事）を誘い、桐谷坂の地主に会い、一緒に山林を歩いた。
1963年（昭和38年）8月30日、新たなゴルフ場の建設に向けて母体会社「岐阜関開発株式会社」を設立、社長に岐阜日日新聞の山田丈夫が就任した。同年9月10日、「関カントリークラブ」を創立、建設委員会を設置した。コース設計を上田治に依頼し、同年10月15日、18ホール（現・西コース）のゴルフ場を着工した。1964年（昭和39年）4月4日、クラブハウスの設計を株式会社山下寿郎設計事務所に依頼し着工した。1964年（昭和39年）11月29日、「関カントリークラブコース」18ホールが完成し、仮開場された。
理事長・山田丈夫が、「将来を考えてもチャンピオンコースは難しい、楽しくプレーできるコース」と主張した。1968年（昭和43年）9月、上田治の設計で9ホール（現・東コース）を増設し完成した。同年11月、関カントリークラブの名称を、「岐阜関カントリー倶楽部」に変更した。1970年（昭和45年）11月16日、上田治の設計により9ホール（現・東コース）の増設工事を開始、1971年（昭和46年）11月5日、東コース18ホールが完成し、合計36ホールが完成し開場した。
日本のプロゴルフメジャー大会の、日本ゴルフ協会主催競技でもあり、日本選手権大会に相当する、日本オープンゴルフ選手権競技大会などの大会開催の実績がある。

## 所在地
〒501-3944 岐阜県関市山田芳洞1691-1 

## コース情報
- 開場日 - 1964年11月29日
- 設計者 - 上田 治
- 面積 - 1,650,000m2（約49.9万坪）
- コースタイプ - 丘陵コース
- コース - 36ホールズ、パー144、東コース7,256ヤード、西コース6,958ヤード、コースレート 東コース74.9、西コース73.2
- グリーン - 東コース 1グリーン ベント、西コース 2グリーン ベント
- プレースタイル - 東コース 歩行プレー、西コース 乗用カート(5人乗り)、全組キャディ付き
- 練習場 - 30打席 250ヤード
- 休場日 - 12月31日、1月1日[4][5]

## クラブ情報
- 理事長 - 遠藤 宏治
- 所属プロ - 井上 清孝、光田 智輝
- ハウス面積 - 6,000m2（1,815坪）
- ハウス設計 - 株式会社日建設計
- ハウス施工 - 大日本土木株式会社[4][6]

## ギャラリー
- コース - [7]
- ハウス - [8]

## 交通アクセス
鉄道
- 長良川鉄道越美南線 関駅よりタクシー利用、約15分
- JR東海道本線 岐阜駅および名鉄名古屋本線 名鉄岐阜駅よりタクシー利用、 約30分

バス
- JR岐阜駅・名鉄岐阜駅より岐阜バス岐阜関線・せき東山行きで約55分、関駅前の関シティターミナル下車。その後タクシー利用、約15分。
- 名古屋・名鉄バスセンターより岐阜バス高速名古屋関美濃線・中濃庁舎行きで約1時間20分（特急は約1時間）、関シティターミナル下車。その後タクシー利用、約15分。

道路
- 東海北陸自動車道 関ICより 0.6km 約5分[9]

## メジャー選手権
- 1973年（昭和48年） - 第41回 日本プロゴルフ選手権大会（東コースで開催）[10]
- 1990年（平成2年） - 第23回 日本女子オープンゴルフ選手権競技大会（西コースで開催）[11]
- 2009年（平成21年） - 第42回 日本女子プロゴルフ選手権大会（東コースで開催）[12]
- 2017年（平成29年） - 第82回 日本オープンゴルフ選手権競技大会（東コースで開催、設定はパー70）[13]

## エピソード
- 岐阜県関市は、名刀関の孫六に代表される、関伝七流の刀鍛冶で有名で、現代は、イギリスのシェフィールド、ドイツのゾリンゲンと並ぶ刃物で海外でも知られている[14]。
- 東コースは、ベント芝のワングリーンでコースレート74.5、国内でも屈指の難易度コースで評価されている[14]。

## 関連文献
- 『ゴルフ場ガイド 西版』2006-2007、「岐阜関カントリー倶楽部（岐阜県）」、東京 ゴルフダイジェスト社、2006年5月
- 『67回国民体育大会ゴルフ競技会 成年男子・女子・少年男子 東日本大震災復興支援 2012ぎふ清流国体輝けはばたけだれもが主役』、東京 日本体育協会、2012年、会期・会場 平成24年10月4日-6日 岐阜関カントリー倶楽部東コースほか
- 『美しい日本のゴルフコース BEAUTIFUL GOLF CULTURE IN JAPAN 日本のゴルフ110年記念 ゴルフは日本の新しい伝統文化である』、ゴルフダイジェスト社「美しい日本のゴルフコース」編纂委員会編、「岐阜関カントリー倶楽部」、東京 ゴルフダイジェスト社、2013年12月
- 『ゴルフ場セミナー』、48(12)、「クラブハウス探訪 岐阜関カントリー倶楽部(岐阜県・36H) ゆったりした空間とシンプルなレイアウト」、東京 ゴルフダイジェスト社、2015年12月